# 9782 Edo
9782 Edo este un asteroid din centura principală de asteroizi.

## Descriere
9782 Edo este un asteroid din centura principală de asteroizi. A fost descoperit pe 25 noiembrie 1994 la Ōizumi de Takao Kobayashi. El prezintă o orbită caracterizată de o semiaxă mare de 2,55 ua, o excentricitate de 0,16 și o înclinație de 9,0° în raport cu ecliptica.